# كيفن كامبل (سياسي)
كيفن كامبل (بالإنجليزية: Kevin Campbell)‏ هو سياسي نيوزلندي، ولد في 1949 في نيوزيلندا. حزبياً، نشط في حزب التحالف ‏. وقد انتخب عضو مجلس النواب نيوزيلندا.